# Francesco Tullio
Francesco Tullio (Udine, 19 settembre 1877 – San Vito al Tagliamento, 28 giugno 1969) è stato un imprenditore e politico italiano.

## Biografia
Imprenditore agricolo nelle tenute di famiglia, capitano di cavalleria durante la prima guerra mondiale, ha svolto gran parte delle sue attività a Udine, dove è stato consigliere della locale Cassa di risparmio, vice-presidente dell'Istituto di cultura fascista, presidente dell'Ospedale civile di San Vito al Tagliamento, presidente della Commissione censuaria provinciale, vice-presidente della Camera di commercio di Udine. 
Deputato per tre legislature, fu nominato senatore nella categoria "I deputati dopo tre legislature o sei anni di esercizio". 
Fu dichiarato decaduto dall'Alta corte di giustizia per le sanzioni contro il fascismo con sentenza del 31 ottobre 1945.